# مین‌روبی
مین‌روبی، یا مین زدائی، به روند پاک سازی یک منطقه از مین های خاکی یا مین های آبی گفته می‌شود. حال آن که، مین یابی، به عمل جستجو کردن مین گفته می‌شود. دو روش متمایز یافتن و زدودن مین عبارت اند از، روش نظامی و روش بشردوستانه.
مین یاب‌ها ابزار گوناگونی به کار می برند؛ از جمله، جانوران آموزش دیده ئی مانند سگ یا موش، به صورت سنتی در این روند به کار گرفته می شده‌اند. اما ابزار مدرن مین یابی بیشتر جنبه مکانیکی و ماشینی دارد. دیگر ابزار مدرن مین یابی، پستانداران دریائی و باکتری ها را نیز در بر می‌گیرد.

## مراکز مین‌روبی

### خاورمیانه
- ایران: مرکز مین زدایی کشور [۱]

### اروپا
- دانمارک: گروه مین‌روب دانمارکی [۲]